# Проспект Ленина (Нальчик)
Проспе́кт Ле́нина или Проспе́кт им. В. И. Ле́нина — главная улица города Нальчика. Расположен в центральной части Нальчика, в пределах городских районов — Центр, Горный, Мей и Долинск.  
Начинается с улицы Канукоева в районе Долинск и идёт на северо-восток до улицы Осетинская, где прерывается железнодорожной станцией. Параллельно проспекту тянутся улица Горького (на северо-западе) и улица Пушкина (на юго-востоке). 

## Общественный транспорт
- троллейбусы: 2, 2Ш, 4;
- автобусы: 2;
- маршрутные такси: 2а, 4, 9, 10, 13, 13а, 19, 23, 27.